# 318 TCN
318 TCN là một năm trong lịch La Mã.